# Associação Atlética São Caetano
L'Associação Atlética São Caetano è una società pallavolistica femminile brasiliana, con sede a São Caetano do Sul: milita nel campionato brasiliano di Superliga Série A.

## Storia
Il São Caetano Esporte Clube nasce nel 1914. Con la nascita del campionato brasiliano il club vive diverse stagioni opache fino all'inizio degli anni novanta: nel 1991 disputa la sua prima finale, perdendo contro il Sadia Esporte Clube; nei due anni successivi si scontra in entrambe le occasioni contro il Minas Těnis Clube, vincendo la finale del 1992 e diventando per la prima volta campione del Brasile.
Sul finire degli anni duemila, il club torna alla ribalta ingaggiando alcune giocatrici della nazionale brasiliana come Hélia de Souza, Sheilla de Castro e Marianne Steinbrecher. Nonostante gli sforzi, il club non va oltre il terzo posto del 2009 e del 2010.

## Rosa 2013-2014
| N° | Nome                | Ruolo | Data di nascita  | Nazionalità sportiva |
| -- | ------------------- | ----- | ---------------- | -------------------- |
| -  | Hairton de Oliveira | All   |                  | Brasile              |
| 1  | Thaís de Souza      | S     | 18 aprile 1988   | Brasile              |
| 2  | Roberta da Silva    | C     | 6 giugno 1984    | Brasile              |
| 3  | Mara Leão           | C     | 26 luglio 1991   | Brasile              |
| 4  | Carolina Leite      | P     | 15 novembre 1992 | Brasile              |
| 5  | Milka da Silva      | C     | 18 luglio 1994   | Brasile              |
| 7  | Sabrina Floriano    | S     | 23 luglio 1991   | Brasile              |
| 8  | Ana Paula Borgo     | O     | 20 ottobre 1993  | Brasile              |
| 9  | Silvana Papini      | S     | 27 gennaio 1988  | Brasile              |
| 10 | Flávia Gimenes      | C     | 20 novembre 1991 | Brasile              |
| 13 | Danielle Moreira    | S/O   | 9 settembre 1989 | Brasile              |
| 14 | Diana Xavier        | P     | 15 maggio 1985   | Brasile              |
| 15 | Ana Paula Larroza   | L     | 11 marzo 1980    | Brasile              |
| 16 | Domingas de Araújo  | S     | 9 settembre 1994 | Brasile              |
| 18 | Flávia de Assis     | C     | 7 settembre 1989 | Brasile              |
| 20 | Dalila Prado        | L     | 16 gennaio 1993  | Brasile              |

## Palmarès
- Campionato brasiliano: 1

1991-92
- Campionato Paulista: 1

1975

## Denominazioni precedenti
- 1914-2014: São Caetano Esporte Clube